# Psuke desimra
Psuke desimra (aramäisch פְסוּקֵי דְּזִמְרָא;  Abschnitte des Gesangs) auch „Psalmen im Morgengebet“ genannt, sind ein Bestandteil des jüdischen Morgengebets. Die Texte werden im jüdischen Morgengebet (Schacharit) rezitiert und während des Gebets mit einer Gemeinde in der Synagoge meist durch den Vorbeter (Chasan) gesungen.

## Beschreibung
Der Zweck von Psuke desimra ist es, dass jeder einzelne Betende Lob auf den Gottesnamen vortragen kann, bevor Bittgebete an Gott gerichtet werden, die später während des Schacharit und im Laufe des Tages (Mincha und andere) stattfinden. Am Anfang bestand der Abschnitt ausschließlich aus den Psalmen 145–150, gebildet durch Jose ben Chalafta im 2. Jahrhundert. Die Erweiterungen kamen erst später dazu. Lange Zeit waren diese Gebete nicht Pflichtbestandteil des regulären jüdischen Gottesdienstes. Maimonides machte sie zum Gegenstand seiner Werke und erklärte, dass Optimismus Voraussetzung für die Hymnen sei. Daraufhin wurden sie Pflichtbestandteil des regulären jüdischen Gottesdienstes. Maimonides schrieb auch, dass die Gebete langsam und mit Leidenschaft gesungen werden mussten.

## Inhalt (regulär)
| „Mismor Schir […]“          | hebräisch מִזְמוֹר – שִׁיר חֲנֻכַּת הַבַּיִת לְדָוִד; dt. Psalm – Gesang, der dem Hause David gewidmet ist          | Psalm 30 , vorgetragen zu Beginn des Psuke desimra.                   |
| „Baruch sche-amar […]“      | hebräisch "בָּרוּךְ שֶׁאָמַר והיה העולם"; dt. „Gesegnet, derjenige, der gesprochen und es ward die Welt“    | Der erste eröffnende Segensspruch des P'sukej de-Simra.               |
| „Hodu […]“                  | hebräisch "הוֹדוּ לה' קָרְאוּ בִּשְּׂמוֹ"; dt. „Huldiget Gott, verkündet seinen Namen“                         | Dankgebet                                                             |
| Mismor le-Toda              | hebräisch מִזְמוֹר לְתוֹדָה; dt. „Psalm zum Dankbekenntnis“                                               | Ps 100                                                                |
| „Jehi kewod […]“            | hebräisch "יְהִי כְבוֹד ה' לעולם"; dt. „Ewig bleibt die Herrlichkeit Gottes“                            | Eine Serie von Versen, vorgetragen während des Pesukei Dezimra.       |
| „Baruch Adonai Le'Olam […]“ | hebräisch " בִּרְכַּת בָּרוּךְ ה' לְעולָם"; dt. „gesegnet sei Gott für immer…“                                 | Vorgetragen als Segensspruch, nachdem das Hallel abgeschlossen wurde. |
| „Wa-jewarech David […]“     | hebräisch " וַיְבָרֶךְ דָּוִיד את ה' לעֵינִי כל הקָהָל"; dt. „Es segnete David Gott vor den Augen der Gemeinde“ | 1 Chr 29,10–13                                                        |
| „Atah Hu Adonai le-wadecha“ | hebräisch "אַתָּה-הוּא ה' לְבַדֶּךָ"; dt. „du Gott, du bist’s allein…“                                       | Neh 9,6–11                                                            |
| „As Jaschir […]“            | hebräisch "אָז יָשִׁיר מֹשֶׁה ובני ישראל"; dt. „damals sang Mose…“                                         | Ex 15,1–18                                                            |
| „Jischtabach […]“           | hebräisch "יִשְׁתַּבַּח שִׁמְךָ לָעַד מַלְכֵּנוּ"; dt. „Gepriesen werde Dein Name für immer…“                         | Abschließender Segensspruch von Pesukei Dezimra                       |

## Inhalt (Ruhe- und Feiertag)
Am Ruhetag (Schabbat), an Feiertagen mit biblischem Ursprung sowie am Hoschana Rabba, wurden verschiedene Psalmen zwischen „Hodu […]“ (hebräisch "הוֹדוּ לה' קָרְאוּ בִּשְּׂמוֹ "; dt. „Huldiget Gott, verkündet seinen Namen“) und „Jehi kewod  […]“ (hebräisch "יְהִי כְבוֹד ה' לעולם"; dt. „Ewig bleibt die Herrlichkeit Gottes“) hinzugefügt. So weil die Betenden sich nicht in der Hektik des Arbeitsalltags befinden.
Im aschkenasischen Ritus (hebräisch נוֹסַח אַשְׁכְּנַז; „nosach Aschkenas“) benutzt man noch folgende Psalmen: 19, 33, 34, 90, 91, 135, 136, 92, sowie 93.
Im sephardischen Ritus (hebräisch יַהֲדוּת סְפָרַד) benutzt man noch folgende Psalmen: 103, 19, 33, 90, 91, 98, 121, 122, 123, 124, 135, 136, 92, sowie 93.
Am Ruhe- und Feiertag wird das Nischmat eingefügt. Im aschkenasischen Ritus folgt Schochen Ad (hebräisch שׁוֹכֵן עַד), während im sephardischen Ritus Schaw'at Anijim (hebräisch שַׁוְעַת עֲנִיִים) folgt.

## Frauen
Es gibt einen Meinungsstreit darüber, ob Frauen bei Psuke desimra erforderlich oder erlaubt sein sollen. Ausschlaggebend ist die Meinung, dass der Vortrag des Psuke desimra ein zeitgebundenes Gebot sei. Eine Meinung verlangt, dass Frauen Psuke desimra vollständig vortragen. Eine andere Meinung wiederum verbietet den Vortrag von Psuke desimra unter Frauen. Eine dritte Meinung erlaubt, aber verlangt von Frauen nicht den Vortrag des Psuke desimra. Eine vierte Meinung erlaubt zwar den Vortrag von Psuke desimra, aber verbietet den Vortrag bestimmter Teile des Abschnitts, darunter „Baruch schä-Amar […]“ (hebräisch "בָּרוּךְ שֶׁאָמַר והיה העולם"; dt. „Gesegnet, derjenige, der gesprochen und es ward die Welt“) sowie „Jischtabach […]“ (hebräisch "יִשְׁתַּבַּח שִׁמְךָ לָעַד מַלְכֵּנוּ"; dt. „Gepriesen werde Dein Name für immer …“).
Der aschkenasische Ritus betrachtet Psuke desimra als Pflichtbestandteil, unter der Voraussetzung, dass Psuke desimra kein zeitgebundenes Gebot sei und jederzeit von Allen vorgetragen werden dürfe.
Im sephardischen Ritus ist man geteilter Meinung. Einige Meinungen erlauben Frauen Psuke desimra vorzutragen, allerdings ohne Segenssprüche.